# Amorphocephala coronata
Amorphocephala coronata – gatunek chrząszcza z rodziny Brentidae.

## Występowanie
Spotykany jest w Europie Południowej (Albania, Bośnia i Hercegowina, Bułgaria, Czarnogóra, Chorwacja, Cypr, Grecja, Francja, Włochy, Macedonia, Portugalia, Hiszpania), Afryce Północnej (Maroko, Algieria) i Azji Mniejszej (Turcja, Iran, Izrael, Syria). W 2002 roku po raz pierwszy wykazano go z Bułgarii. Jeden z dwóch europejskich przedstawicieli rodziny Brentidae (sensu stricto). Jest gatunkiem typowym rodzaju Amorphocephala.

## Morfologia
Imagines osiągają długość 9–18 mm. Są rdzawobrązowej barwy.

## Ekologia
Gatunek myrmekofilny, dorosłe osobniki spotykane są w mrowiskach mrówek Camponotus. Obserwowano, że przyjmowały pokarm od robotnic, ale też jak przekazywały jego część innym robotnicom – zachowanie niewykazane u innych myrmekofilnych chrząszczy.